# Rinald de Monterotondo
Rinaldo de Monterotondo (mort vers 1240), era fill d'Albert IV de Prato. Va repartir amb son germà Maginard de Certaldo l'herència i va rebre els feus amb títol comtal de Montelupo, Castellina, Limite, Sammontana, Castiglione Val di Pesa, Montagnana, Elci, Castelnuovo, Monterotondo (la capital i que va donar nom al comtat) i Cornia.